# Agioi Anargyroi (Attica)
Agioi Anargyroi (in greco Άγιοι Ανάργυροι?) è un ex comune della Grecia nella periferia dell'Attica (unità periferica di Atene Occidentale) con 32 957 abitanti secondo i dati del censimento 2001.
È stato soppresso a seguito della riforma amministrativa, detta Programma Callicrate, in vigore dal gennaio 2011 ed è ora compreso nel comune di Agioi Anargyroi-Kamatero.